# Freycinetia allantoidea
Freycinetia allantoidea är en enhjärtbladig växtart som beskrevs av A.P.Keim. Freycinetia allantoidea ingår i släktet Freycinetia och familjen Pandanaceae. Inga underarter finns listade.